# Defender of the Crown
Defender of the Crown — стратегическая компьютерная игра, первая игра компании Cinemaware, выпущенная в 1986 году на Amiga. Игра установила новый стандарт качества графики для игр на домашних компьютерах.
Позже игра также была портирована на PC/DOS (CGA и EGA), NES, Atari ST, ZX Spectrum, Amstrad CPC, Commodore 64, Macintosh, Apple IIGS и CD-i.

## Геймплей
Действие игры происходит в средневековой Англии, сразу после смерти короля, когда различные фракции борются за контроль над страной. Игрок начинает игру за одного из саксов и пытается сражаться с ордами норманнов. Шаг за шагом, игрок должен получить контроль над всё большей территорией. Игрок может захватывать вражеские войска в бою, грабить или осаждать вражеские замки. Время от времени игрок может попытаться выручить прекрасную деву из беды, а также может обратиться за помощью к легендарному бандиту Робин Гуду.
Стратегия игры обычно сводится к войне на истощение, игроку нужно собрать больше армий, чем его оппоненты, и научиться атаковать их войска и территории в нужное время.
Качественная графика сделала игру хитом — до этого на домашних компьютерах не было столь детальной, полноцветной и реалистичной картинки. Конечно, это не стало высшим достижением на Amiga, но для 1986 года это был заметный прорыв.
Из-за финансовых трудностей Cinemaware нуждалась в прибыли и была вынуждена выпустить первую версию не со всеми возможностями, запланированными первоначально. Некоторые функции были реализованы частично, но были удалены, чтобы выпустить игру. Другие были завершены, но никогда не проявлялись в игре. Частично эти возможности были реализованы в портированных версиях игры.

## Продолжения и ремейки
В 1993 году для Amiga CD32 вышел сиквел оригинальной игры — Defender of the Crown II.
В 1991 году компания Cinemaware Corp. стала банкротом. Но в 2000 году торговая марка и интеллектуальные права Cinemaware были переданы и была основана компания Cinemaware Inc. Эта новая компания в 2002 году выпустила игру Defender of the Crown: Digitally Remastered Edition под Windows и для Macintosh, а в 2003 — игру Robin Hood: Defender of the Crown для PlayStation 2, Xbox и под Windows.
После того как Cinemaware Inc. была поглощена компанией eGames, была выпущена Flash-игра Defender of the Crown: Heroes Live Forever.

## Отзывы и критика
| Сводный рейтинг       | Сводный рейтинг |
| Агрегатор             | Оценка          |
| --------------------- | --------------- |
| GameRankings          | 74,94 %         |
| Русскоязычные издания |                 |
| Издание               | Оценка          |
| Game.EXE              | 4,7 из 5        |